# اندازه‌گیر ضربان قلب

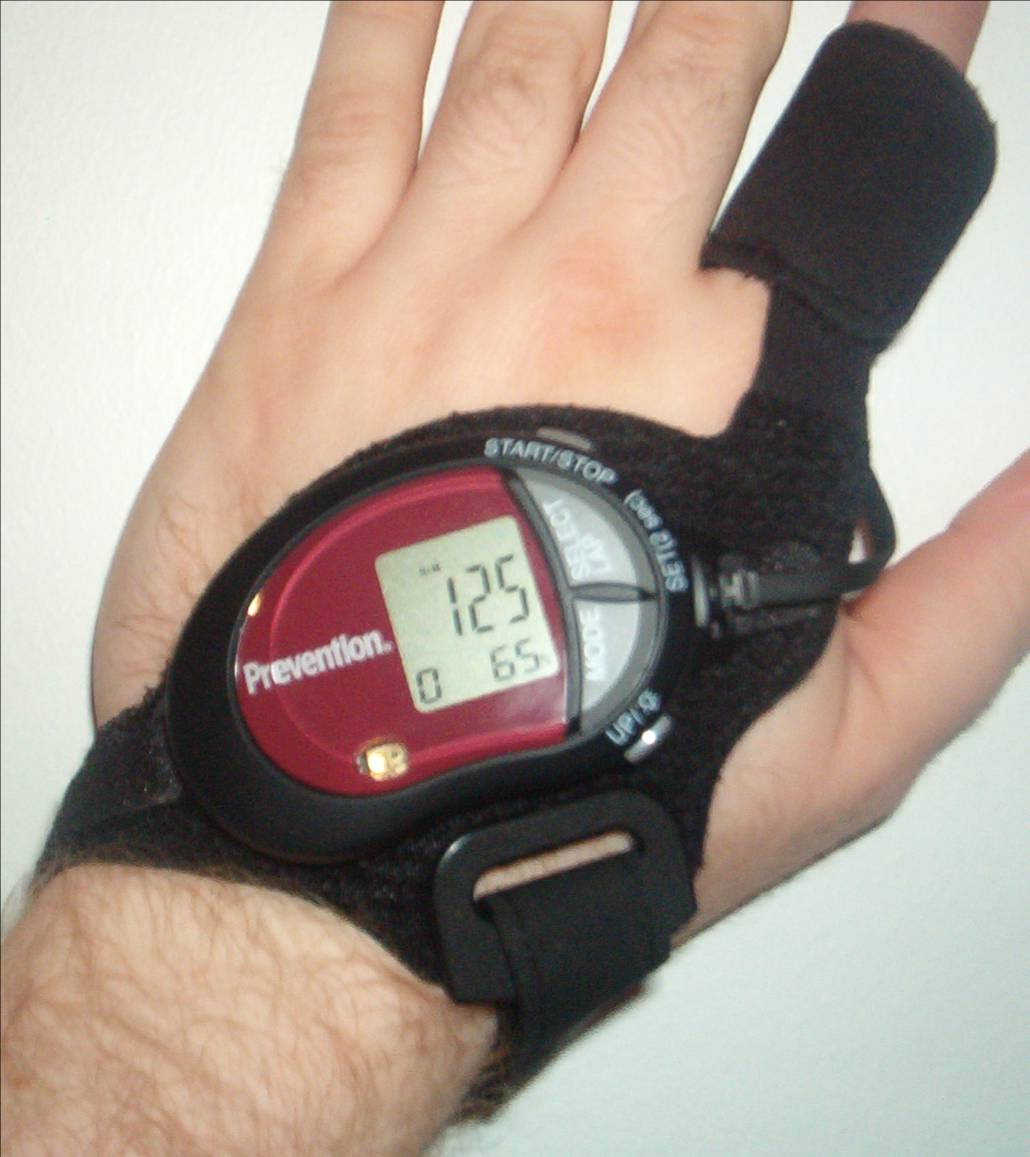
عکسی از یک مانیتور ضربان قلب.

یک اندازه‌گیر ضربان قلب دستگاهی برای اندازه‌گیری ضربان قلب می‌باشد که امکان می‌دهد تا در لحظه حاضر ضربان قلب را اندازه‌گیری یا ثبت کند. این دستگاه به صورت گسترده برای اندازه‌گیری بازدهی انواع فعالیت‌های تمرینات بدنی بکار می‌رود.